# Fernando Jorge
Fernando Dayán Jorge Enríquez (* 3. Dezember 1998 in Cienfuegos) ist ein kubanischer Kanute.

## Karriere
Fernando Jorge gewann 2017 seine ersten internationalen Medaillen bei den Weltmeisterschaften in Račice u Štětí. Dort belegte er im Zweier-Canadier über 1000 Meter mit Serguey Torres ebenso den zweiten Platz wie 2018 in Montemor-o-Velho und 2019 in Szeged und erreichte mit ihm 2021 in Kopenhagen Rang drei. Darüber hinaus belegte er im Einer-Canadier über 5000 Meter 2018 ebenfalls den zweiten und 2019 den dritten Platz. Bei den Zentralamerika- und Karibikspielen 2018 in Barranquilla gewann er sowohl im Einer-Canadier als auch im Zweier-Canadier mit Serguey Torres auf der 1000-Meter-Distanz die Goldmedaille. Ein Jahr darauf sicherten sich die beiden in dieser Disziplin in Lima bei den Panamerikanischen Spielen ebenfalls Gold, außerdem belegte Jorge im Einer-Canadier über 1000 Meter den zweiten Platz.
Zweimal nahm Jorge an Olympischen Spielen teil. Bei seinem Olympiadebüt 2016 in Rio de Janeiro startete er mit Serguey Torres auf der 1000-Meter-Distanz im Zweier-Canadier. Nach einem zweiten Platz im Vorlauf gewannen sie ihr Halbfinale und belegten im Finale Rang sechs. Bei den 2021 ausgetragenen Olympischen Spielen 2020 in Tokio waren Jorge und Torres deutlich erfolgreicher. Sie zogen nach zweiten Plätzen im Vorlauf und im Halbfinale in den Finallauf ein und beendeten diesen in 3:25,198 Minuten vor den Chinesen Liu Hao und Zheng Pengfei sowie den Deutschen Sebastian Brendel und Tim Hecker auf dem ersten Platz und wurden damit Olympiasieger. Im Einer-Canadier über 1000 Meter gewann Jorge seinen Vorlauf und belegte im Halbfinale den vierten Platz, der zum Einzug in den Finallauf ausreichte. In diesem blieb er als Siebter jedoch weit hinter den Medaillenrängen zurück.
Als er sich im März 2022 in Mexiko bei einem Wettbewerb aufhielt, setzte er sich von der kubanischen Delegation ab.